# Eukalyptustrast
Eukalyptustrast (Zoothera lunulata) är en fågel i familjen trastar inom ordningen tättingar.

## Utseende och läte
Eukalyptustrasten är en stor trast. Ovansidan är grönbrun med tydlig svart fjällning, undersidan ljusare, även där med ett fjälligt utseende. Gulbröstad trast är mindre men med större näbb och mindre kraftigt tecknad ovansida. Eukalyptustrasten saknar också vitt i stjärthörnen, vilket ofta är väl synligt på flygande gulbröstad trast. Det mindre vingbandet har vidare mindre tydliga ljusa spetsar hos eukalyptustrasten. Sången påminner om koltrastens, helt annorlunda än gulbröstad trast.

## Utbredning och systematik
Eukalyptustrast förekommer i Australien och delas in i tre underarter med följande utbredning:
- Zoothera lunulata cuneata – bergstrakter i Mount Windsor Tableland och Atherton Plateau i (nordöstra Queensland)
- Zoothera lunulata lunulata – sydöstra Australien (sydöstra Queensland till södra Victoria och Tasmanien)
- Zoothera lunulata halmaturina – södra Australien (Mount Lofty och Flinders Ranges, Kangaroo Island)

## Levnadssätt
Eukalyptustrasten hittas i fuktiga skogar. Där ses den födosöka bland torra löv på marken.

## Status och hot
Arten har ett stort utbredningsområde, men tros minska i antal, dock inte tillräckligt kraftigt för att den ska betraktas som hotad. Internationella naturvårdsunionen IUCN listar arten som livskraftig (LC).